# Tony Gheeraert
 (mai 2024).
La mise en forme du texte ne suit pas les recommandations de Wikipédia : il faut le « wikifier ».
Les points d'amélioration suivants sont les cas les plus fréquents :
- Les titres sont pré-formatés par le logiciel. Ils ne sont ni en capitales, ni en gras.
- Le texte ne doit pas être écrit en capitales (les noms de famille non plus), ni en gras, ni en italique, ni en « petit »…
- Le gras n'est utilisé que pour surligner le titre de l'article dans l'introduction, une seule fois.
- L'italique est rarement utilisé : mots en langue étrangère, titres d'œuvres, noms de bateaux, etc.
- Les citations ne sont pas en italique mais en corps de texte normal. Elles sont entourées par des guillemets français : « et ».
- Les listes à puces sont à éviter, des paragraphes rédigés étant largement préférés. Les tableaux sont à réserver à la présentation de données structurées (résultats, etc.).
- Les appels de note de bas de page (petits chiffres en exposant, introduits par l'outil «  Source ») sont à placer entre la fin de phrase et le point final[comme ça].
- Les liens internes (vers d'autres articles de Wikipédia) sont à choisir avec parcimonie. Créez des liens vers des articles approfondissant le sujet. Les termes génériques sans rapport avec le sujet sont à éviter, ainsi que les répétitions de liens vers un même terme.
- Les liens externes sont à placer uniquement dans une section « Liens externes », à la fin de l'article. Ces liens sont à choisir avec parcimonie suivant les règles définies. Si un lien sert de source à l'article, son insertion dans le texte est à faire par les notes de bas de page.
- La présentation des références doit suivre les conventions bibliographiques. Il est recommandé d'utiliser les modèles {{Ouvrage}}, {{Chapitre}}, {{Article}}, {{Lien web}} et/ou {{Bibliographie}}. Le mode d'édition visuel peut mettre en forme automatiquement les références.
- Insérer une infobox (cadre d'informations à droite) n'est pas obligatoire pour parachever la mise en page.

Pour une aide détaillée, merci de consulter Aide:Wikification.
Si vous pensez que ces points ont été résolus, vous pouvez retirer ce bandeau et améliorer la mise en forme d'un autre article.
Tony Gheeraert, né en 1971 à Dunkerque, est un universitaire et écrivain français, spécialiste de littérature française du XVIIe siècle.

## Biographie

### Formation
Ancien élève de l'Ecole Normale Supérieure (A/L 1992), il est Agrégé de Lettres classiques en 1994, et soutient en 1999 sa thèse intitulée Le Chant de la Grâce. Port-Royal et la poësie, entreprise sous la direction de  Philippe Sellier et d’Emmanuel Bury, à l’Université Versailles-Saint-Quentin en Yvelines. Il soutient son habilitation à diriger des recherches, Le Chemin des Merveilles, le 13 juillet 2016, sous la direction de Gérard Ferreyrolles, à Paris-Sorbonne.

### Activités
Maître de conférences  de 2000 à 2018 puis Professeur à partir de 2018 à l’Université de Rouen, il assure différentes responsabilités, en particulier éditoriales, au sein de sociétés savantes dans sa discipline : rédacteur-en-chef de la revue Dix-Septième siècle entre 2001-2005, cofondateur de la revue Etudes Epistémè en 2002, directeur (2006-2009) puis rédacteur-en-chef-adjoint (depuis 2024) des Chroniques de Port-Royal.
Au sein de l’Université de Rouen, il exerce plusieurs missions liées surtout à l’usage du numérique dans la recherche, la pédagogie et l’édition. Créateur des tribunes du libre, il œuvre pour favoriser le libre accès dans le cadre de ses différents mandats : vice-président numérique à l'Université de Rouen (2013 à 2016), cofondateur du réseau des vice-présidents numériques (2016), porteur du programme de recherche régional normand Contenus et corpus numérisés (CORNUM) de 2018 à 2021. Il est coordinateur et référent scientifique de la chaire d’excellence régionale Edition numérique de 2024 à 2028, dont le titulaire est Marcello Vitali-Rosati, et il est également responsable de l’axe Humanités Numériques à l’Institut Interdisciplinaire de Recherche Homme Société (FED 4137).
Il devient directeur-adjoint du Centre de recherche Éditer Interpréter (CEREdI) en 2021, et Directeur des Presses Universitaires de Rouen et du Havre en janvier 2024.

### Travaux
Spécialiste de littérature française du XVIIe siècle, influencé par l'approche théologique de la littérature développée par Jean Mesnard et Philippe Sellier, il consacre la plupart de ses travaux à Pascal, Racine et Port-Royal. Il est également auteur d'ouvrages et de publications sur L'Astrée, sur le conte de fées des années 1690, ou encore sur Scarron, envisagés dans une perspective volontiers morale et anthropologique, et parfois proche de l'histoire des idées. Il s’intéresse aussi plus marginalement aux Humanités numériques (développement d’outils libres, conception et création du site juliettedrouet.org). Il étudie également les liens entre littérature et jeux vidéo.
Cofondateur et principal animateur de l’association de littérature créative Fictions (2009), il est aussi l'auteur de romans policiers historiques et le coéditeur d'un recueil de nouvelles, Les Couleurs de l’instant. Nouvelles impressionnistes parues aux Éditions des Falaises (2010, réédité en 2020).

## Distinctions
- Chevalier de l'ordre des Palmes académiques (juillet 2019)
- Prix Pierre-Georges Castex de littérature française de l’Académie des Sciences morales et politiques (2003)

## Œuvres

### Essais et monographies
- Petit Guide méthodologique de la recherche en Lettres : master et thèse, Soleil noir, 2023, 35 p.
- Une fantaisie à la manière de Callot. Introduction au Roman comique de Scarron, Presses universitaires de Rouen et du Havre, 2021, 194 p.
- A La Recherche du Dieu caché. Introduction aux Pensées de Pascal, Bibliothèque électronique de Port-Royal, 2007.
- Saturne aux deux visages. Introduction à l’Astrée d’Honoré d’Urfé, Presses de l’Université de Rouen et du Havre, 2006, 220 p.
- Le chant de la grâce : Port-Royal et la poésie d'Arnauld d'Andilly à Racine, Paris, H. Champion, coll. « Lumière classique », 2003, 622 p. (ISBN 2-7453-0669-3)

### Éditions critiques
- Arnauld d’Andilly (préf. André Blanc, édition critique par Tony Gheeraert), Œuvres chrétiennes, Paris, Classiques Garnier, coll. « Univers Port-Royal », 2020, 290 p. (ISBN 978-2-406-09565-1)
- Charles Perrault (texte établi, présenté et annoté par Tony Gheeraert), Contes, Paris, coll. « Champion classiques. Littératures », 2012, 466 p. (ISBN 978-2-7453-2218-0)
- Choisy, Fénelon, Mailly, Perrault, Jean de Préchac et al. (textes établis, présentés et annotés par Tony Gheeraert ; avec un conte anonyme édité par Raymonde Robert), Contes merveilleux, Paris, Champion, coll. « Sources classiques » (no 73), 2005, 938 p. (ISBN 2-7453-1307-X)
- Bernard Lamy (éd. critique par Tony Gheeraert), Nouvelles réflexions sur l’art poétique, Paris, H. Champion, coll. « Sources classiques », 1998, 280 p. (ISBN 2-85203-875-7)

### Carnets en ligne
- « Sur les berges du Lignon : introduction à la première partie de l'Astrée d'Honoré d'Urfé », sur hypotheses.org, 2023 (consulté le 6 mai 2024)
- « Le siècle des merveilles: Mme d'Aulnoy et Perrault | Les contes de fées littéraires français à la fin du XVIIe siècle (1690-1700) », sur hypotheses.org, 2021 (consulté le 6 mai 2024)
- « Boileau, l'insoumis », sur hypotheses.org, 2020 (consulté le 6 mai 2024)
- « Les marques et les masques », sur hypotheses.org, 2019 (consulté le 6 mai 2024)
- « Par la grâce habité. Esther et Athalie de Jean Racine », sur hypotheses.org, 2017 (consulté le 6 mai 2024)
- « Le poison et le remède. Naissance de la théorie du roman au XVIIe siècle », sur hypotheses.org, 2017 (consulté le 6 mai 2024)

### Romans
- Le code de Cambridge  (postface Pierre-Alain Fouque et Charles Bouillaguet), Paris, Le Pommier, coll. « Roman & plus », 2010, 503 p. (ISBN 978-2-7465-0465-3)
- La Dame Noire, Les Éditions du polar, coll. « Histoire », 2008, tome 1 : Les Enfants de Saturne (272 p.), tome 2 : Le trésor des Stuart (246 p.).